# مركز جنيف للمياه
مركز جنيف للمياه (Geneva Water Hub) هو معهد متخصص في أبحاث وسياسات المياه يقع مقره الرئيسي في جنيف في  سويسرا.   أسسته الحكومة السويسرية وجامعة جنيف، وهو مختص في مجال الدبلوماسية المائية لمنع النزاعات المتعلقة بالمياه وحلها،  وفي مجال إجراء أبحاث متعلقة بالمياه، وتقديم دورات تعليمية،  كما يعتبر مؤسسة فكرية متخصصة في إدارة المياه العالمية وتحدياتها.

## التاريخ
تأسس مركز جنيف للمياه عام 2014، وله مكاتب في جامعة جنيف والمنظمة العالمية للأرصاد الجوية، ويعمل على سد الفجوة بين أبحاث المياه والسياسات والممارسات الفعلية على الأرض - غالبًا على نطاق عابر للحدود فيما يتعلق بأحواض الأنهار المشتركة بين عدة دول.
من عام 2015 حتى عام 2017، عمل المركز كأمانة عامة للفريق العالمي رفيع المستوى المعني بالمياه والسلام، وتعمل الآن كأمانة لمجموعة أصدقاء المياه والسلام،  والتي تضم حوالي أربعين دولة ممثلة ببعثاتها الدائمة لدى الأمم المتحدة في جنيف.
كما قام المعهد بتنسيق شراكة بين الجامعات للتعاون الدبلوماسي في مجال المياه، والتي تم إطلاقها في المنتدى الاقتصادي العالمي 2018 في دافوس في سويسرا بالاشتراك مع كل من: معهد «آي إتش إي ديلفت» IHE Delft للتعليم المائي،  المعهد الهندي للتكنولوجيا في جواهاتي،  الجامعة الألمانية الكازاخستانية في ألماتي  وجامعة ولاية أوريغون. وكان الهدف من إنشاء تلك الشراكة هو تشجيع الحوار وبناء القدرات بين البلدان وبين مختلف القطاعات المهنية.

### الماء والسلام
في عام 2015، صنف المنتدى الاقتصادي العالمي مشكلة ندرة المياه على أنها أكبر خطر عالمي خلال العقد المقبل. يعاني 40٪ من سكان العالم بالفعل من ندرة المياه  على كوكب يوجد فيه أكثر من 260 نهرًا دوليًا يعبر العديد من الحدود بين الدول. وبجانب ذلك، اختفت أكثر من نصف الأراضي الرطبة (المساحات المشبعة بالمياه) على كوكب الأرض،  ومن أسباب ذلك تغير المناخ وتأثيره على أنماط الطقس والمياه في جميع أنحاء العالم.
ورغم تزايد الحوار حول احتمالية نشوب «حروب المياه» بين العديد من الدول في العالم، إلا أن الأبحاث المعنية تظهر أن المياه هي أداة للتعاون والسلام أكثر بكثير من كونها أداة للصراع. خلال القرن العشرين، لم يكن هناك سوى سبع مواجهات طفيفة حول المياه، حيث تم توقيع 145 معاهدة في نفس المائة عام.
ومن خلال نشاطاته في مجالات البحث الأكاديمي والحوار السياسي وتنشيط الدبلوماسية المائية، يعمل مركز جنيف للمياه على تحويل الحوار العالمي من عنوان «المياه والصراع» إلى عنوان آخر هو «الماء من أجل السلام والتعاون»، من خلال توفير إدارة أفضل للمياه وحماية طويلة الأجل لموارد المياه الحيوية والبنية الاساسية.

### الهيئة العالمية رفيعة المستوى للمياه والسلام
في عام 2015، بدأ مركز جنيف للمياه العمل كأمانة لمبادرة بعنوان «الفريق العالمي رفيع المستوى المعني بالمياه والسلام» - وهي مبادرة مشتركة تتكون من 15 دولة من كافة أنحاء العالم تركز على تعزيز الإطار العالمي لمنع وحل النزاعات المتعلقة بالمياه وتسهيل استخدام المياه كأداة للسلام والتعاون.
وقد أصدر هذا الفريق العالمي تقريراً هاماً في عام 2017 بعنوان «مسألة بقاء» ، وفيه حدد توصياته لإعادة التفكير بشكل أساسي في مجال التعاون الدولي في مجال المياه من مجلس الأمن التابع للأمم المتحدة إلى المؤسسات المتعددة الأطراف الأخرى وصولاً إلى المستوى الشعبي. المنظمات.

### تعليم إدارة المياه
في جامعة جنيف، يدير المركز المدرسة الصيفية السنوية المختصة في إدارة المياه ويقدم دورة تعليمية عن بعد حول القانون الدولي للمياه وقانون طبقات المياه الجوفية العابرة للحدود. كما يقدم العديد من الدورات المفتوحة الضخمة عبر الإنترنت المتاحة مجاناً للمتخصصين التقنيين في مجال المياه ومجتمع سياسة المياه حول موضوعات مثل سياسة وإدارة موارد المياه وقانون المياه الدولي وخدمات النظام البيئي.

## روابط خارجية
- منصة التعليم والبحث في مركز جنيف للمياه
- مسألة بقاء - تقرير الفريق العالمي رفيع المستوى المعني بالمياه والسلام
- قانون المياه الدولي التعلم الإلكتروني
- دورة في موقع كورسيرا - : Gestion et Politique de l'eau